# Trepteni
Trepteni – wieś w Rumunii, w okręgu Aluta, w gminie Vitomirești. W 2011 roku liczyła 401 mieszkańców. 